# Theridion macei
Theridion macei är en spindelart som beskrevs av Simon 1895. Theridion macei ingår i släktet Theridion och familjen klotspindlar.
Artens utbredningsområde är Kongo. Inga underarter finns listade i Catalogue of Life.